# نادي أمل تزنيت
نادي أمل تزنيت هو نادي كرة قدم مغربي في مدينة تزنيت، يمارس في دوري الدرجة الثالثة المغربي. تأسس النادي سنة 1948 ويعد أقدم فريق في المنطقة الجنوبية للمغرب.
تركزت أبرز إنجازات النادي في الصعود إلى القسم التاني من 1975 إلى غاية 1988 وكذلك بلوغه دور 16 في كأس العرش خلال المواسم 2009-2010 و2015-2016 و2022-2023، بالإضافة إلى سلسلة انتصارات أبرزها مع عدة مدربين كالسيد رشيد تخبارت خلال المواسم 2007/2008 و2008/2009 والسيد حسن أوشريف خلال المواسم 2021/2022 و2022/2023
حقق النادي فوزا حاسما مساء اليوم الخميس 15 ماي 2025، ضمن منافسات الدورة 29 من بطولة القسم الوطني هواة،و تأهل رسمياً إلى البطولة الاحترافية “إنوي” للقسم الثاني، عقب فوزه بثنائية نظيفة على حساب اتحاد تمارة.

## جماهير نادي أمل تيزنيت
يتمتع نادي أمل تيزنيت بقاعدة جماهيرية محترمة. خرجت من رحم الحي العريق بمدينة تيزنيت، حي إداڭفا والتي تأسست سنة 2008 واختارت اسم الريزيڭ  RISINGS .